# Distretto di Salala
Il distretto di Salala è un distretto della Liberia facente parte della contea di Bong.